# Userbar
Las userbars son imágenes usadas frecuentemente en las firmas de los foros de discusión como Wikipedia con las que los usuarios muestran sus gustos y aficiones.

## Características y temas
En la actualidad hay userbars de cualquier cosa, desde toda clase de videojuegos hasta series de televisión, pasando por webs, estilos musicales, formas de vestir, etcétera.
El diseño de las userbars suele ser bastante común. La mayoría de ellas comparten un tamaño predeterminado de unos 350 píxeles de ancho por 19 de alto y poseen elementos comunes que poco difieren de una userbar a otra. 
- Fondo: Suele encontrarse un motivo del tema del que trate la userbar: Puede ser un dibujo de una serie, un logotipo, una captura de un juego, etcétera. Es la parte que realmente diferencia una userbar de otra.
- Texto: La leyenda de las userbars suele estar escrita usando una pixel font, tal como alguna de la familia Hoeger de miniml, o Visitor, de color blanco con un borde de un píxel para aumentar el contraste.
- Adornos: Es común añadir una esfera semitransparente para darle aspecto de relieve en cristal, además de añadir patrones tales como líneas diagonales o verticales, comunes en los diseños de la web 2.0.

Existen programas especialmente pensados para el diseño y la creación de userbars, tales como Ultimate UserBar o UserBar Generator.